# Zemský okres Wesermarsch
Zemský okres Wesermarsch (německy Landkreis Wesermarsch) je zemský okres v německé spolkové zemi Dolní Sasko. Sídlem správy zemského okresu je město Brake. Má přibližně 89 tisíc obyvatel. 

## Města a obce
| Města: 1. Brake 2. Elsfleth 3. Nordenham | Obce: 1. Berne 2. Butjadingen 3. Jade 4. Lemwerder 5. Ovelgönne 6. Stadland |